# گیلانشاه‌های نوک‌راست
گیلانشاه‌های نوک‌راست (نام علمی: Limosa) نام یک سرده از تیره آبچلیکان است.

## گونه‌های زنده
سردۀ گیلانشاه‌های نوک‌راست
- گیلانشاه حنایی, Limosa lapponica
- گیلانشاه دم‌سیاه(بال‌سفید), Limosa limosa
- گیلانشاه هادسون, Limosa haemastica
- گیلانشاه مرمری, Limosa fedoa